# Blade Runner (comics)
Pour les articles homonymes, voir Blade Runner.
Blade Runner a fait l'objet de plusieurs adaptations sous forme de comics.

## Adaptations du roman

### Do Androids Dream of Electric Sheep?
Do Androids Dream of Electric Sheep? est une série de 24 comics parus chez Boom! Studios de juin 2009 à mai 2011. C'est l'adaptation  dessinée par Tony Parker du roman Les androïdes rêvent-ils de moutons électriques ? de Philip K. Dick.
La version française est parue en 6 volumes de 2011 à 2013, édités par Emmanuel Proust éditions, Collection : Atmosphères. 

### Do Androids Dream of Electric Sheep? Dust to Dust
Dust to Dust est une série de 8 comics parus chez Boom! Studios de mai à décembre 2010. C'est une préquelle de Do Androids Dream of Electric Sheep? scénarisée par Chris Roberson et dessinée par Robert Adler.
La version française est parue en 2 volumes en 2013 chez Emmanuel Proust éditions, Collection : Atmosphères.

## Adaptations du film

### Blade Runner
Blade Runner, la traduction de A Marvel Comics Super Special: Blade Runner, paru en septembre 1982 chez Marvel, est l'adaptation du film de Ridley Scott en bande dessinée. 
Le scénario est d'Archie Goodwin et les dessins d'Al Williamson, Ralph Reese, Carlos Garzon et Dan Green. La couverture est de Jim Steranko.
C'est le numéro 22 de la série Marvel Comics Super Special, qui à cette époque était dédiée à l'adaptation de films. Il a été réimprimé en deux fascicules en octobre  et novembre 1982, mais sans les bonus contenus dans le numéro spécial.
La version brochée a été publiée en noir et blanc, et contient des photos du film. Il est considéré comme l'un des comics les plus rares de Marvel.
Au Royaume-Uni, il a été réimprimé chez Grandreams en tant que Blade Runner Annual, là aussi sans les bonus.
L'édition française a été réalisée par les Éditions Albin Michel  en septembre 1982.

### Blade Runner 2019
Blade Runner 2019, série parue en Angleterre chez Titan publishing à partir de 2019, et publiée en français chez Delcourt à partir de 2020. Le scénario est de Michael Green (co-scénariste du film Blade Runner 2049) et Mike Johnson, les dessins de Andres Guinaldo, colorisés par Marco Lesko.
La série originale est composée de 12 numéros, regroupés en 3 volumes.  Les tomes parus chez Delcourt reprennent ce regroupement : les n° 1 à 4 (Los Angeles) dans le tome 1, les n° 4 à 8 (Off-World) dans le tome 2, les n°9 à 12 dans le tome 3 (Home again !).

### Blade Runner 2029
Blade Runner 2029, série parue en Angleterre chez Titan publishing, à partir de 2020, et publiée en français chez Delcourt
à partir de 2022. Le scénario est de Michael Green (co-scénariste du film Blade Runner 2049) et Mike Johnson, les dessins de Andres Guinaldo, colorisés par Marco Lesko.
Cette série reprend le personnage de Blade Runner 2019 des mêmes auteurs.
La série originale est composée de 12 numéros, regroupés en 3 volumes.  Les tomes parus chez Delcourt reprennent ce regroupement : les n° 1 à 4 (Réunion) dans le tome 1, les n° 4 à 8 (Échos) dans le tome 2, les n°9 à 12 dans le tome 3 (Rédemption).

### Blade Runner 2039
Blade Runner 2039, série parue en Angleterre chez Titan publishing à partir de 2022. Le scénario est de Michael Green (co-scénariste du film Blade Runner 2049) et Mike Johnson, les dessins de Andres Guinaldo, colorisés par Marco Lesko.
Cette série reprend le personnage de Blade Runner 2019 et Blade Runner 2029 des mêmes auteurs.

### Blade Runner: Origins
Blade Runner: Origins, série parue en Angleterre chez Titan publishing, à partir de 2021. Le scénario est de K Perkins, Mellow Brown et, Mike Johnson, les dessins de Ferando Dagnino.
Cette série se déroule en 2009 et raconte l'histoire des premiers Blade Runner.

## Adaptations de la série

### Blade Runner Black Lotus
Blade Runner Black Lotus, série parue en Angleterre chez Titan publishing à partir de 2022.